# Диагностическое и статистическое руководство по психическим расстройствам

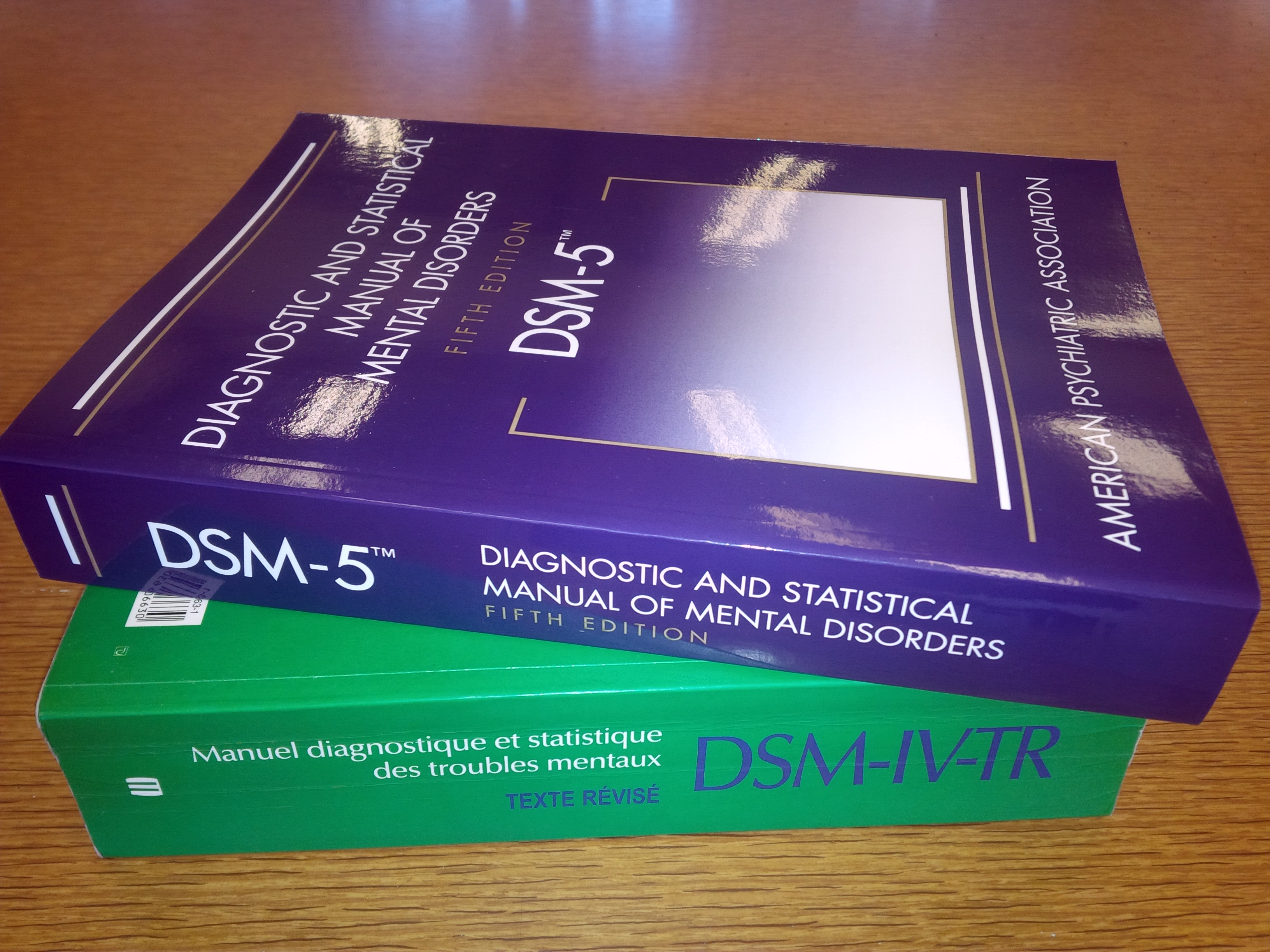
DSM-IV-TR (издание на французском языке) и DSM-5.

Диагности́ческое и статисти́ческое руково́дство по психи́ческим расстро́йствам (англ. Diagnostic and Statistical Manual of mental disorders — DSM) — принятая в США номенклатура психических расстройств. Разрабатывается и публикуется Американской психиатрической ассоциацией (АПА) (англ. American Psychiatric Association, APA). Последняя версия классификатора — DSM-5, выпущенная в 2013 году, была обновлена в 2022 году под названием  DSM-5-TR. 

## История
Самое первое издание нозоологической системы было выпущено в 1952 году и основывалось на классификации Эмиля Крепелина. Во втором издании — DSM-II, выпущенном в 1968 году, описывалось 145 диагностических категорий, а в следующем (DSM-III) их количество увеличилось до 205.
С DSM-III введена многоосевая система. Пациенты классифицируются по 5 независимым параметрам (осям). Подготовка DSM-IV началась в 1988 году, и была завершена в 1994 году. В DSM-IV было описано 400 психических расстройств в 17 категориях. В нём также, как и в DSM-III и DSM-III-R используется многоосевая система.
Для кодификации расстройств в DSM-IV использовались коды МКБ-9-КМ (ICD-9-CM). В следующей версии (DSM-5) указывается два кода: код МКБ-9-КМ и код МКБ-10-КМ для статистических целей. МКБ-10: Клиническая модификация (МКБ-10-КМ) отличается от обычной МКБ-10 также изменёнными названиями (например, гебефреническая шизофрения в МКБ-10-КМ названа дезорганизованной шизофренией, как и в DSM).

### Исключение гомосексуальности из списка психических расстройств
В DSM-II гомосексуальность считалась сексуальной девиацией (англ. sexual deviation, код группы девиаций — 302, код гомосексуальности — 302.0), но в следующем издании (DSM-III) она была исключена из списка расстройств. Указанные в руководстве причины: гомосексуалы не показывают значительных признаков психопатологии (если только гомосексуализм сам по себе не рассматривается как психопатология), и могут функционировать социально и профессионально без каких-либо нарушений. Технически исключение гомосексуальности из реестра психических расстройств происходило в форме голосования президиума Американской психиатрической ассоциации 15 декабря 1973 года. Гомосексуальность была заменена на эгодистоническую гомосексуальность, находящуюся в разделе «других психосексуальных расстройств» (код 302.00), при которой человек «обеспокоен, или находится в конфликте, или желает изменить свою сексуальную ориентацию». В следующем издании DSM-III-R эгодистоническая гомосексуальность была окончательно удалена. В МКБ-10 до сих пор присутствует эгодистоническая половая ориентация (которая теоретически включает любую «нежелательную» для пациента ориентацию). В DSM-5 такого диагноза нет.

### DSM-IV
Согласно DSM-IV при формулировке полного диагноза учитывались следующие факторы (англ. axes, «оси»):
- наличие или отсутствие
  - психического заболевания (ось I),
  - фоновой психопатии (ось II),
  - соматического заболевания (ось III),
- усугубляющие психосоциальные факторы (ось IV),
- общий уровень адаптации (ось V).

#### Многоосевая система, использовавшаяся в DSM-IV
- Первая ось (axis I) включала преходящие обратимые нарушения, которые проявляются и исчезают, например фобии, генерализованное тревожное расстройство, депрессии, аддикции и т. д. Эти нарушения «симптомны», так как пациенты с нарушениями на данной оси часто обнаруживают у себя наличие психических нарушений («симптомов»), которые их беспокоят и нуждаются в лечении.
- Вторая ось (axis II) включала расстройства личности и другие стабильные, практически мало обратимые длительные психические расстройства, такие как нарушения или задержка умственного развития. Отношение пациентов к нарушениям Первой оси носит эгодистонный, то есть чуждый, несвойственный эго характер, в то время как нарушения Второй оси, в том числе расстройств личности, эгосинтонны и рассматриваются пациентами как присущие им характерологические особенности и/или естественные реакции на сложившуюся ситуацию.
- Третья ось (axis III) содержала перечень физических нарушений или состояний, которые могут наблюдаться у пациента с психическими расстройствами, то есть все соматические и психосоматические заболевания (например, эпилепсия, артериальная гипертензия, язвенная болезнь желудка, инфекционные заболевания и т. д.). Ось III содержала коды, заимствованные из Международной классификации болезней — (МКБ-9).
- Четвёртая ось (axis IV) включала перенесённые психосоциальные стрессы (например, развод, травма, смерть кого-нибудь из близких людей), имеющие отношение к заболеванию; ранжировались (отдельно для взрослых и отдельно для детей и подростков) по шкале с континуумом от 1 (отсутствие стресса) до 6 (катастрофический стресс).
- Пятая ось (axis V) характеризовала наивысший уровень функционирования, наблюдавшийся у пациента в течение прошлого года (например, в общественной, профессиональной деятельности и психической активности); ранжирование по шкале с континуумом от 100 (верхний предел) до 1 (грубое нарушение функции).

Поскольку этиология большинства психических заболеваний неизвестна, классификация DSM-IV основывалась на феноменологическом принципе. Такой подход практичен, хотя и лишён весомой теоретической основы.
Ориентация DSM-IV на строгие рабочие критерии обусловила высокую надёжность психиатрической диагностики и более качественное лечение больных.
Факт, что психиатрический диагноз является стигмой, вызывающей дискриминацию, затрудняющей социальную адаптацию и реализацию предусмотренных законом прав, признан Всемирной психиатрической ассоциацией.

### DSM-IV-TR

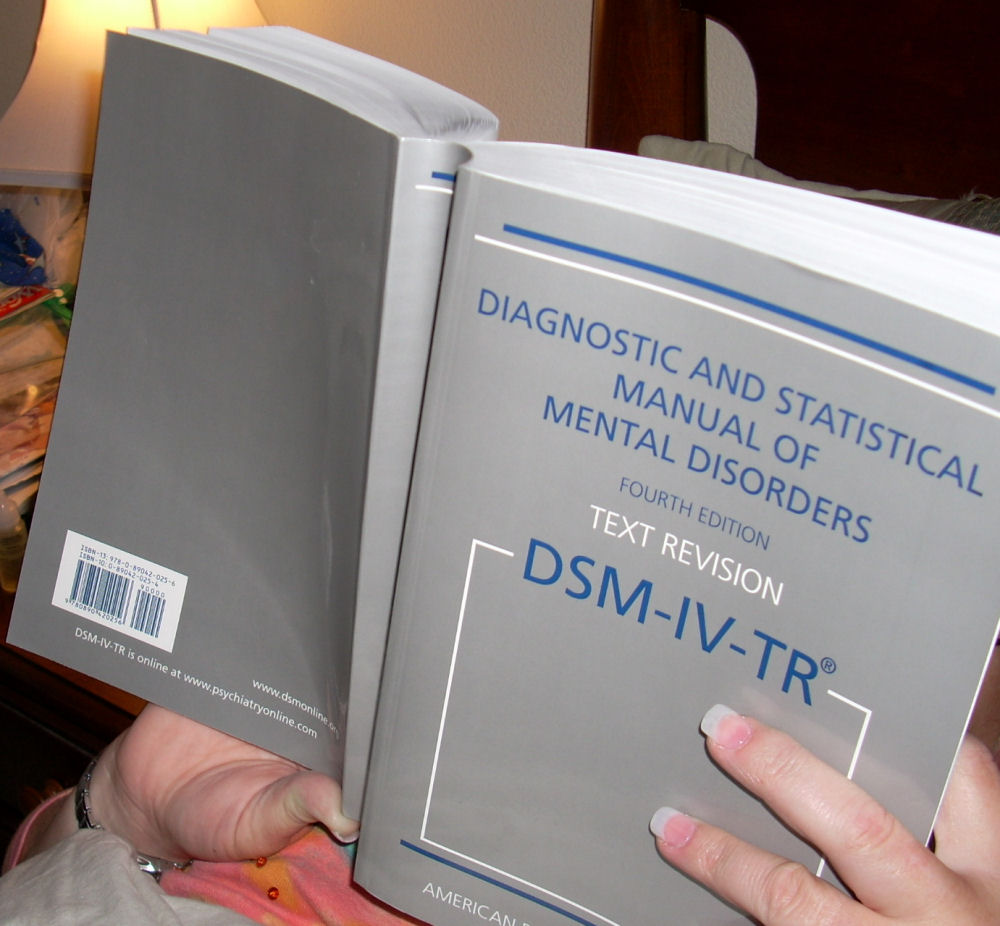
DSM-IV-TR.

В 2000 году была опубликована «переработанная» (англ. «text revision», буквально «текстовая ревизия») версия DSM-IV, известная как DSM-IV-TR. Диагностические категории и подавляющее большинство конкретных критериев для диагностики остались неизменными. Обновлены текстовые разделы, предоставляющие дополнительную информацию по каждому диагнозу, а также некоторые из диагностических кодов, чтобы поддержать согласованность с МКБ.

### DSM-5
Разработка DSM-5 началась в 1999 году, опубликована 18 мая 2013 года. С DSM-5 многоосевая система была упразднена. В работе над DSM-5 приняло более 400 экспертов из 13 стран разных специальностей.

#### Разработка DSM-5
При создании DSM-5 учитывали все те недостатки, что были обнаружены в DSM-IV-TR. Помимо этого, в новый классификатор интегрировали результаты последних клинических и научных достижений в области психиатрии. Одной из задач также было сделать для исследователей и клиницистов использование руководства более удобным. В работе над DSM-5 приняло более 400 специалистов разных специальностей (психиатрия, неврология, педиатрия, первая медицинская помощь, эпидемиология, методология научных исследований и статистика, психология) из 13 стран.
В результате накопления новых сведений о гендерных и культуральных различиях, экспертами было решено при кратком обзоре глав, сопровождающих каждый набор диагностических критериев, упоминать гендерные, возрастные и культуральные аспекты. Почти все диагностические категории в новом руководстве имеют эти данные. Так как в настоящее время социальное окружение озабочено наследственностью, эпигенетикой, риском возникновения расстройств и защитными факторами, в тексте DSM-5 поднимаются эти вопросы.
Также при разработке нового руководства учитывались особенности проявления симптомов в разных культурах. К примеру, критерий «B» DSM-5 (критерий «A» в DSM-IV-TR) социального тревожного расстройства (англ. social anxiety disorder) был расширен и включает не только страх опозориться или страх самоунижения, но и тревогу по поводу оскорбления другими. Данный симптом взят из японской культуры, а именно больных японским синдромом тайдзин кёфусё, схожим с социальным тревожным расстройством.

#### Новые генетические исследования DSM-5
Так как большинство исследований в области генетики и психиатрии, выполненные за последние 20 лет, указывают на общую генетическую предрасположенность к возникновению аффективных расстройств (включая биполярные) и психотических, то они более не рассматриваются как отдельные состояния.
Также связано с недавними успешными исследованиями генома психических расстройств, выявившие общий полиморфизм генов между психическими расстройствами: шизофренией, биполярным аффективным расстройством, синдромом дефицита внимания и гиперактивности, большим депрессивным расстройством и расстройством аутистического спектра. Эти состояния было принято выставить как первые четыре главы DSM-5. Аналогично авторы старались группировать психические расстройства на основе достижений нейронауки больше, чем на психопатологии.

#### Сотрудничество с ВОЗ и АПА в разработке DSM-5
Национальный институт психического здоровья США организовывал встречи и конференции с экспертами Всемирной организацией здравоохранения, их цель — совершенствование DSM-5 и МКБ-11, развитие общей исследовательской базы для их ревизии. Разработчики DSM-5 желали сохранить или даже усилить согласованность методологию обеих классификаций.

### Научные конференции ВОЗ и АПА
Между Всемирной организацией здравоохранения (ВОЗ) и Американской Психиатрической Ассоциацией (АПА) было проведено 13 международных научных конференций (2003—2008), посвящённых совершенствованию и разработке DSM-5, что стало причиной публикации монографий, которые поднимали внимание на пробелах в руководстве, его диагностических критериях и т. д. Монография, написанная экспертами из ВОЗ и АПА, посвящена вопросам психиатрической диагностики и классификации в других странах. Другие монографии включали сведения об оценке культуральных факторов и нозологии, в том числе влияние на проявления депрессии и тревоги. Также была написана классификация психотических расстройств для западных и других стран, социально-культуральные факторы со связью с соматическими заболеваниями. Дополнительно, в рамках сотрудничества конкретными группами, которые ответственны за отдельные нозологии, были созданы соответствующие монографии.

### Даты изданий диагностического и статистического руководства
- 1952 — DSM-I
- 1968 — DSM-II
- 1973 — DSM-II (6-е переиздание с исключённой гомосексуальностью)[16]
- 1980 — DSM-III
- 1987 — DSM-III-R (R — revised; третья редакция, пересмотренная)
- 1994 — DSM-IV
- 2000 — DSM-IV-TR (TR — англ. text revision; четвёртая редакция, переработанная)
- 2013 — DSM-5
- 2022 — DSM-5-TR.